# Грансон
Грансон (фр. Grandson) — коммуна в западной части Швейцарии (Романдия) близ Ивердена. Расположена на западном берегу Невшательского озера. До 2006 года была административным центром Грансонского дистрикта, а после его расформирования вошла в состав новой административной единицы — единицы Юра-Норд-Водруа (Jura-Nord Vaudois) в кантоне Во.

## История
Людские поселения на месте современного города известны с доисторических времён. В римскую эпоху окрестности Грансона были романизированы, хотя ядро современного города оформилось только в средние века (после 1000 года), когда здесь воздвигла замок семья феодалов Грансон. Современный замок полностью сформировался к XIV веку.
До 1475 года город подчинялся Бургундской Савойе. 2 марта 1476 года около Грансона происходил упорный бой между швейцарцами и бургундским герцогом Карлом Смелым, который потерпел в итоге поражение и лишился большей части своей артиллерии.

## Население
В 1803 году в городе проживало лишь 822 человека. К 2012 году население увеличилось до 3 163 человек. Естественный прирост слабоотрицателен (-0,03 % в 1999—2009), население растёт за счёт положительного сальдо миграции. Иммигранты составляют около 20 % населения города. Единственный официальный и преобладающий родной язык горожан — французский — (89,3 %) по переписи 2000 года. Среди родных языков тогда выделялись также немецкий (4,0 %) и итальянский (1,5 %).